# لاوینیا ولاساک
لاوینیا گوتمان ولاساک (زاده ۱۴ ژوئن ۱۹۷۶) بازیگر و مدل سابق برزیلی است. ولاساک دختر رابرت ولاساک (مدیر ارشد مالی) و اوجنیا گوتمان (خانه‌دار) است و در ریودوژانیرو به دنیا آمد.

## ازدواج
او در سال ۱۹۹۲، در سن ۱۶ سالگی، با اولین دوست پسر خود، خورخه پونتوال (بازیگر) ازدواج کرد. آنها از ۱۴ سالگی با هم بودند و ازدواج آنها برخلاف میل والدینشان بود که فکر می‌کردند برای ازدواج خیلی کوچک است. پیوند زناشویی پنج سال به طول انجامید و در سال ۱۹۹۷ آنها به‌طور دوستانه از هم جدا شدند.
سپس او با سلسو کلمبو نتو (اقتصاددان) ازدواج کرد، که دارای یک پسر به نام فیلیپه، متولد ۲۷ دسامبر 2008 و استلا، متولد ۲۲ فوریه ۲۰۱۲ است دو فرزند او به روش سزارین در Casa de Saúde São José در هومایتا، ریودوژانیرو به دنیا آمدند.

## فیلم‌شناسی

### تلویزیون
| سال  | عنوان                                   | نقش                  | یادداشت                                            |
| ---- | --------------------------------------- | -------------------- | -------------------------------------------------- |
| ۱۹۹۶ | ای ری دو گادو                           | لیا مزنگا            |                                                    |
| ۱۹۹۷ | آنجو مائو                               | Lígia Abreu Furtado  |                                                    |
| ۱۹۹۸ | مالهسائو                                | اریکا                | فصل ۴                                              |
| ۱۹۹۸ | تصمیم بگیرید                            | کارول                | قسمت: "A Primeira Vez de Carlinhos"                |
| ۱۹۹۹ | ای بیلو ای به عنوان فراس                | تاتیانا              | قسمت: "Filho Porque Qui-lo"                        |
| ۱۹۹۹ | چیکوینها گونزاگا                        | ماری دو پاریس        |                                                    |
| ۱۹۹۹ | Força de um Desejo                      | آلیس ونتورا          |                                                    |
| ۲۰۰۰ | تصمیم بگیرید                            | سوئلن                | قسمت: "A Poderosa"                                 |
| ۲۰۰۰ | تصمیم بگیرید                            | کلارا                | قسمت: "O Poderoso"                                 |
| ۲۰۰۰ | لاکوس د فامیلیا                         | لویزا                | قسمت‌ها: "۵–۶ ژوئن"                                 |
| ۲۰۰۱ | به عنوان Filhas da Mãe                  | ولنتاین ونتورا       |                                                    |
| ۲۰۰۲ | براوا جنته                              | آنا                  | قسمت: "O Enterro da Cafetina"                      |
| ۲۰۰۳ | Mulheres Apaixonadas                    | استلا د آزودو فرانکو |                                                    |
| ۲۰۰۴ | جشن جشن                                 | تانیا ناسیمنتو       | قسمت‌ها: "۳۱ مارس - ۲۵ ژوئن"                        |
| ۲۰۰۴ | Casseta &amp; Planeta، فوری!            | خودش                 | قسمت: "۲۹ ژوئن"                                    |
| ۲۰۰۴ | دیاریستا                                | لودمیلا ورسوکا       | قسمت: "Baixa Costura"                              |
| ۲۰۰۵ | ترنجبین                                 | الکسیا               | قسمت: "Dia dos Namorados"                          |
| ۲۰۰۵ | پرووا د آمور                            | کلاریس لوز           |                                                    |
| ۲۰۰۶ | ویداس اوپوستاس                          | ارینیا اولیویرا      |                                                    |
| ۲۰۱۰ | ویدا الهیا                              | مل                   | قسمت‌ها: "O Palácio de Inverno" / "Noblesse Oblige" |
| ۲۰۱۰ | به عنوان کاریوکاس                       | جولینها              | قسمت: "A Invejosa de Ipanema"                      |
| ۲۰۱۰ | Afinal, o Que Querem به عنوان Mulheres؟ | بازیگر               | قسمت: "۲۵ نوامبر"                                  |
| ۲۰۱۱ | Insensato Coração                       | اورسولا              | قسمت: "۳ تا ۵ مارس"                                |
| ۲۰۱۲ | به عنوان Brasileiras                    | ایزابل               | قسمت: "A Culpada de BH"                            |
| ۲۰۱۴ | به عنوان Canalhas                       | ناتالیا              | قسمت: "Natália, A Recém-Separada"                  |
| ۲۰۱۵ | توتالمنته دمایس                         | ناتاشا الیور         |                                                    |
| ۲۰۱۷ | Os Trapalhões                           | خانم در رستوران      | قسمت: "۸"                                          |
| ۲۰۱۹ | بوم سوچسو                               | ناتاشا الیور         | قسمت‌ها: "۷ اکتبر تا ۲۶ نوامبر"                     |

### فیلم
| سال  | عنوان                           | نقش           |
| ---- | ------------------------------- | ------------- |
| ۲۰۰۲ | مرده در آب                      | زیبایی برزیلی |
| ۲۰۰۶ | Gatão de Meia Idade             | ریکا          |
| ۲۰۰۶ | Seu Fosse Você                  | باربارا       |
| ۲۰۰۹ | Xuxa em O Mistério de Feiurinha | بلا           |
| ۲۰۱۳ | سه پودر. . دیریا!               | آنا           |
| ۲۰۱۹ | Segue de Volta                  | لوسیانا       |